# Champions de France de natation en bassin de 50 m du 200 m papillon

## Messieurs

### 100 mètres papillon messieurs
| Championnat | Lieu                               | Athlète                           | Naissance | Âge   | Club                                     | Temps                       |
| ----------- | ---------------------------------- | --------------------------------- | --------- | ----- | ---------------------------------------- | --------------------------- |
| 1953        | Dijon                              | Maurice Lusien                    |           |       | Stade français                           | 2 min 44 s 1                |
| 1954        | Paris Les tourelles                | Maurice Lusien                    |           |       | Stade français                           | 2 min 40 s 5                |
| 1955        | Bellerive-sur-Allier               | René Pirolley                     |           |       | Cercle des nageurs de Marseille          | 2 min 33 s 7                |
| 1956        | Paris Georges-Vallerey             | René Pirolley                     |           |       | Cercle des nageurs de Marseille          | 2 min 29 s 7                |
| 1957        | Paris Georges-Vallerey             | René Pirolley                     |           |       | Racing Club de France                    | 2 min 26 s 3 RF             |
| 1958        | Paris Georges-Vallerey             | René Pirolley                     |           |       | Racing Club de France                    | 2 min 28 s 2                |
| 1959        | Alger                              | René Pirolley                     |           |       | Racing Club de France                    | 2 min 25 s 0                |
| 1960        | Paris Georges-Vallerey             | René Pirolley                     |           |       | Racing Club de France                    | 2 min 30 s 8                |
| 1961 hiver  | Paris Piscine de Pontoise (33,33m) | René Pirolley                     |           |       | Racing Club de France                    | 2 min 30 s 4                |
| 1961 été    | Paris Georges-Vallerey             | Henri Vidil                       |           |       | Cercle des nageurs de Marseille          | 2 min 30 s 5                |
| 1962 hiver  | Nancy                              | Jean Pommat                       |           |       | Stade français                           | 2 min 33 s 6                |
| 1962 été    | Paris Georges-Vallerey             | Jean Pommat                       |           |       | Stade français                           | 2 min 24 s 5                |
| 1963 hiver  | Marseille Piscine Vallier (25 m)   | non disputé                       |           |       |                                          |                             |
| 1963 été    | Paris Georges-Vallerey             | Jean Pommat                       |           |       | Stade français                           | 2 min 23 s 2 RF             |
| 1964 hiver  | Marseille Piscine Vallier (25 m)   | non disputé                       |           |       |                                          |                             |
| 1964 été    | Paris Georges-Vallerey             | Jean Pommat                       |           |       | Stade français                           | 2 min 24 s 9                |
| 1965 hiver  | Marseille Piscine Vallier (25 m)   | non disputé                       |           |       |                                          |                             |
| 1965 été    | Paris Georges-Vallerey             | Jean Pommat                       |           |       | Stade français                           | 2 min 17 s 8 RF             |
| 1966 hiver  | Le Mans (25 m)                     | Jean Pommat                       |           |       | Stade français                           | 2 min 16 s 8                |
| 1966 été    | Paris Georges-Vallerey             | Alain Mosconi                     |           |       | Cercle des nageurs de Marseille          | 2 min 19 s 2                |
| 1967 hiver  | Caen (25 m)                        | Alain Mosconi                     |           |       | Cercle des nageurs de Marseille          | 2 min 15 s 5                |
| 1967 été    | Paris Georges-Vallerey             | Alain Mosconi                     |           |       | Cercle des nageurs de Marseille          | 2 min 17 s 6 RF             |
| 1968 hiver  | Montreuil                          | Alain Mosconi                     |           |       | Cercle des nageurs de Marseille          | 2 min 19 s 1                |
| 1968 été    | Paris Georges-Vallerey             | Alain Mosconi                     |           |       | Cercle des nageurs de Marseille          | 2 min 18 s 4                |
| 1969 hiver  | Toulouse                           | Jean-Noël Reinhardt               |           |       | SN Strasbourg                            | 2 min 17 s 8                |
| 1969 été    | Paris Georges-Vallerey             | Jean-François Ravelinghien        |           |       | Stade français                           | 2 min 17 s 3                |
| 1970 hiver  | Aix-en-Provence                    | Jean-Noël Reinhardt               |           |       | SN Strasbourg                            | 2 min 19 s 0                |
| 1970 été    | Paris Georges-Vallerey             | Alain Mosconi                     |           |       | Cercle des nageurs de Marseille          | 2 min 12 s 2 RF             |
| 1971 hiver  | Montreuil                          | Patrice Ravelinghien              |           |       | Stade français                           | 2 min 17 s 5                |
| 1971 été    | Paris Georges-Vallerey             | Patrice Ravelinghien              |           |       | Stade français                           | 2 min 14 s 4                |
| 1972 hiver  | Rouen (25 m)                       | Patrice Ravelinghien              |           |       | Stade français                           | 2 min 14 s 1                |
| 1972 été    | Vittel                             | Patrice Ravelinghien              |           |       | Stade français                           | 2 min 13 s 4                |
| 1973 hiver  | Paris Georges Hermant              | Patrice Ravelinghien              |           |       | Stade français                           | 2 min 13 s 20               |
| 1973 été    | Vittel                             | Patrice Ravelinghien              |           |       | Stade français                           | 2 min 11 s 84               |
| 1974 hiver  | Bordeaux                           | Patrice Ravelinghien              |           |       | SFOC                                     | 2 min 12 s 09               |
| 1974 été    | Paris Georges-Vallerey             | Patrice Ravelinghien              |           |       | SFOC                                     | 2 min 12 s 88               |
| 1975 hiver  | Troyes                             | Colin Ress                        |           |       | Cercle des nageurs d'Antibes             | 2 min 12 s 79               |
| 1975 été    | Paris Georges-Vallerey             | Patrice Ravelinghien              |           |       | SFOC                                     | 2 min 11 s 11               |
| 1976 hiver  | Tarbes                             | Patrice Ravelinghien              |           |       | SFOC                                     | 2 min 12 s 20               |
| 1976 été    | Paris Georges-Vallerey             | Pierre Biancamaria                |           |       | CN Nice                                  | 2 min 10 s 43               |
| 1977 hiver  | Rennes                             | Eric Eminente                     |           |       | Racing Club de France                    | 2 min 11 s 45               |
| 1977 été    | Paris Georges-Vallerey             | Eric Eminente                     |           |       | Racing Club de France                    | 2 min 09 s 29 RF            |
| 1978 hiver  | Lille                              | Eric Eminente                     |           |       | Racing Club de France                    | 2 min 09 s 52               |
| 1978 été    | Laval                              | Eric Eminente                     |           |       | Racing Club de France                    | 2 min 09 s 32               |
| 1979 hiver  | Nanterre                           | Eric Fort                         |           |       | Dauphins de Créteil                      | 2 min 10 s 16               |
| 1979 été    | Mulhouse                           | Michel Bouvier                    |           |       | CN Viry-Châtillon                        | 2 min 08 s 19 RF            |
| 1980 hiver  | Bordeaux                           | Xavier Savin                      |           |       | Cercle des Nageurs du Havre              | 2 min 07 s 60 RF            |
| 1980 été    | Brive-la-Gaillarde                 | Christian Donzé                   |           |       | Cercle des nageurs d'Antibes             | 2 min 06 s 75               |
| 1981 hiver  | La Rochelle                        | Xavier Savin                      |           |       | Cercle des Nageurs du Havre              | 2 min 06 s 86               |
| 1981 été    | Dunkerque                          | Xavier Savin                      |           |       | Cercle des Nageurs du Havre              | 2 min 05 s 47               |
| 1982 hiver  | Toulouse                           | Xavier Savin                      |           |       | Cercle des Nageurs du Havre              | 2 min 04 s 66 RF            |
| 1982 été    | Megève                             | Christian Donzé                   |           |       | Cercle des nageurs d'Antibes             | 2 min 08 s 08               |
| 1983 hiver  | Tours                              | Lionel Horter                     |           |       | Mulhouse Olympic Natation                | 2 min 07 s 30               |
| 1983 été    | Bordeaux                           | Lionel Horter                     |           |       | Mulhouse Olympic Natation                | 2 min 05 s 84               |
| 1984 hiver  | Strasbourg                         | Lionel Horter                     |           |       | Mulhouse Olympic Natation                | 2 min 05 s 19               |
| 1984 été    | Paris Georges-Vallerey             | Lionel Horter                     |           |       | Mulhouse Olympic Natation                | 2 min 04 s 55 RF            |
| 1985 hiver  | Aix-en-Provence                    | Christophe Bordeau                |           |       | Enfants de Neptune de Tours              | 2 min 04 s 62               |
| 1985 été    | Dunkerque                          | Jean-Noël Moine                   |           |       | Cercle des nageurs de Marseille          | 2 min 06 s 43               |
| 1986 hiver  | Rennes                             | Christophe Bordeau                |           |       | Enfants de Neptune de Tours              | 2 min 03 s 22 RF            |
| 1986 été    | Millau                             | Christophe Bordeau                |           |       | Enfants de Neptune de Tours              | 2 min 02 s 98 RF            |
| 1987 hiver  | Mulhouse                           | Christophe Bordeau                |           |       | Enfants de Neptune de Tours              | 2 min 03 s 81               |
| 1987 été    | Strasbourg                         | Christophe Bordeau                |           |       | Enfants de Neptune de Tours              | 2 min 02 s 60 RF            |
| 1988 hiver  | Vittel                             | Christophe Bordeau                |           |       | Enfants de Neptune de Tours              | 2 min 02 s 07 RF            |
| 1988 été    |                                    | Christophe Bordeau                |           |       | Enfants de Neptune de Tours              | 2 min 01 s 14 RF            |
| 1989 hiver  | Forbach                            | Christophe Bordeau                |           |       | Enfants de Neptune de Tours              | 2 min 02 s 54               |
| 1989 été    | Paris Georges-Vallerey             | Christophe Bordeau                |           |       | Enfants de Neptune de Tours              | 2 min 02 s 94               |
| 1990 hiver  | La Rochelle                        | Christophe Bordeau                |           |       | Enfants de Neptune de Tours              | 2 min 02 s 67               |
| 1990 été    | Narbonne                           | Franck Esposito                   | 1971      | 19    | Six-Fours                                | 2 min 01 s 26               |
| 1991 hiver  | Saint-Étienne                      | Franck Esposito                   | 1971      | 20    | Six-Fours                                | 1 min 58 s 98 RF            |
| 1991 été    | Millau                             | Franck Esposito                   | 1971      | 20    | Six-Fours                                | 2 min 01 s 28               |
| 1992 hiver  |                                    | Franck Esposito                   | 1971      | 21    | Six-Fours                                | 1 min 59 s 51               |
| 1992 été    | Mennecy                            | Olivier Corpel                    |           |       | USM Romilly                              | 2 min 05 s 00               |
| 1993 hiver  | Mennecy                            | Franck Esposito                   | 1971      | 22    | Cercle des nageurs d'Antibes             | 1 min 57 s 56 RF            |
| 1993 été    | Paris Georges-Vallerey             | David Abrard                      | 1976      | 17    | Canet 66                                 | 2 min 02 s 72               |
| 1994 hiver  | Lille                              | Franck Esposito                   | 1971      | 23    | Cercle des nageurs d'Antibes             | 1 min 58 s 04               |
| 1994 été    | Aix-les-Bains                      | Franck Esposito                   | 1971      | 23    | Cercle des nageurs d'Antibes             | 1 min 58 s 72               |
| 1995 hiver  | Mennecy                            | Franck Esposito                   | 1971      | 24    | Cercle des nageurs d'Antibes             | 1 min 59 s 02               |
| 1995 été    | Canet-en-Roussillon                | Franck Esposito                   | 1971      | 24    | Cercle des nageurs d'Antibes             | 2 min 00 s 74               |
| 1996 hiver  |                                    | Franck Esposito                   | 1971      | 25    | Cercle des nageurs d'Antibes             | 1 min 58 s 07               |
| 1996 été    | Montpellier                        | Franck Esposito                   | 1971      | 25    | Cercle des nageurs d'Antibes             | 2 min 00 s 25               |
| 1997        | Mennecy                            | Franck Esposito                   | 1971      | 26    | Cercle des nageurs d'Antibes             | 1 min 59 s 42               |
| 1998        | Amiens                             | Yann de Fabrique                  |           |       | Athletic Club de Boulogne-Billancourt    | 2 min 00 s 77               |
| 1999        | Dunkerque                          | Franck Esposito                   | 1971      | 28    | Cercle des nageurs d'Antibes             | 1 min 56 s 17 RF            |
| 2000        | Rennes                             | Franck Esposito                   | 1971      | 29    | Cercle des nageurs d'Antibes             | 1 min 56 s 60               |
| 2001        | Chamalières                        | Franck Esposito                   | 1971      | 30    | Cercle des nageurs d'Antibes             | 1 min 56 s 07               |
| 2002        | Chalon-sur-Saône                   | Franck Esposito                   | 1971      | 31    | Cercle des nageurs d'Antibes             | 1 min 54 s 62 RE            |
| 2003        | Saint-Étienne                      | Franck Esposito                   | 1971      | 32    | Cercle des nageurs d'Antibes             | 1 min 54 s 70               |
| 2004        | Dunkerque                          | Stephen Parry (open) Joanes Hedel | 1977 1980 | 27 24 | Royaume-Uni Dunkerque Natation           | 1 min 57 s 46 2 min 01 s 77 |
| 2005        | Nancy                              | Romain Sassot                     | 1986      | 19    | Cercle des Nageurs de Chalon-sur-Saône   | 2 min 02 s 02               |
| 2006        | Tours                              | Christophe Lebon                  | 1982      | 24    | Cercle des nageurs d'Antibes             | 1 min 59 s 91               |
| 2007        | Saint-Raphaël                      | Pierre Roger                      | 1983      | 24    | Cercle des Nageurs de Melun Val de Seine | 1 min 59 s 25               |
| 2008        | Dunkerque                          | Christophe Lebon                  | 1982      | 26    | Cercle des nageurs d'Antibes             | 1 min 56 s 54               |
| 2009        | Montpellier                        | Clément Lefert                    | 1987      | 22    | Olympic Nice Natation                    | 1 min 56 s 20               |
| 2010        | Saint-Raphaël                      | Christophe Lebon                  | 1982      | 28    | Cercle des nageurs d'Antibes             | 1 min 58 s 88               |
| 2011        | Strasbourg                         | Jordan Coelho                     | 1992      | 19    | Etampes Natation                         | 1 min 58 s 54               |
| 2012        | Dunkerque                          | Jordan Coelho                     | 1992      | 20    | Etampes Natation                         | 1 min 57 s 86               |
| 2013        | Rennes                             | Jordan Coelho                     | 1992      | 21    | Etampes Natation                         | 1 min 56 s 71               |
| 2014        | Chartres                           | Jordan Coelho                     | 1992      | 22    | Etampes Natation                         | 1 min 56 s 95               |